# Молодіжна асоціація фіно-угорських народів
Молодіжна асоціація фіно-угорських народів (МАФУН) — міжнародне об'єднання молодіжних організацій фіно-угорських та самоїдських народів. Асоціацію засновано в 1990 році, її чинним президентом є естонець Кябі Суві.
Молодіжна асоціація фіно-угорських народів об'єднує фіно-угорську молодь з більш ніж 35 національних організацій. Одним з основних завдань МАФУН є зближення і організація співробітництва фіно-угорської молоді з Естонії, Росії, Угорщини та Фінляндії. Щорічно Молодіжна асоціація фіно-угорських народів та Центр розвитку корінних народів URALIC оголошують культурну столицю фіно-угорського світу.

## Цілі та напрями діяльності
Основними цілями Асоціації відповідно до статуту є:
- Зближення і співпраця молоді фіно-угорських народів;
- Створення умов для самореалізації та сприяння зростанню національної самосвідомості фіно-угорської молоді;
- Участь у виробленні і реалізації державних програм, розробці законопроєктів та інших нормативних правових актів, спрямованих на збереження і розвиток фіно-угорських народів, захист прав корінних народів;
- Захист політичних, соціально-економічних та інших прав фіно-угорських народів;
- Збереження, відродження і поширення традиційних духовних і культурних цінностей фіно-угорських народів як частини світової культури.

Основні напрямки діяльності Асоціації:
- Сприяння організаціям-членам Асоціації в реалізації власних програм;
- Сприяння в створенні молодіжних організацій, об'єднань, спілок молоді фіно-угорських народів;
- Співпраця з громадськими організаціями, з державними структурами;
- Виховання національних кадрів;
- Обмін і поширення інформації про діяльність Асоціації.

Асоціація в статусі спостерігача бере участь в роботі Міжнародного Консультативного комітету фіно-угорських народів (координуючого органу Всесвітнього конгресу фіно-угорських народів).

## Керівництво
Відповідно до Статуту, органами управління МАФУН є Конгрес, Правління та Голова Правління (Президент) Асоціації. Іншими органами асоціації є Рада Старійшин, робочі проєктні групи.
МАФУН складається з організацій-членів Асоціації, прийнятих на Конгресі в установленому порядку. Вищим органом управління є Конгрес. Для координації діяльності організації-члени Асоціації, в межах своїх регіонів і країн, за рішенням Конгресу можуть створювати Координаційні центри. Координаційні центри можуть утворюватися на території компактного проживання фіно-угорських і самоїдських (уральських) народів в Росії, Угорщині, Фінляндії та Естонії.
МАФУН розвиває і реалізує міжнародні та міжрегіональні проєкти: «Майстерня майбутнього фіно-угорської молоді», «Міжрегіональний табір-семінар для молодих фіно-угорських сімей», реалізує видавничі проєкти, проводить навчальні семінари.
МАФУН є співорганізатором Міжнародної конференції фіно-угорських студентів «IFUSCO» (International Finno-Ugric Student Conference), яка є молодіжним аналогом міжнародного конгресу фіно-угорознавців. Перша конференція IFUSCO була проведена в 1984 в місті Геттінген в Німеччині. Щорічно форум організовувався в різних країнах Європи. IFUSCO — це стартовий майданчик для молодих вчених, де вони можуть познайомитися з дослідженнями своїх колег. На конференції обговорюються питання мовознавства, літературознавства, політології, юриспруденції, економіки, екології та соціології.
Знаковою подією для міжнародної діяльності МАФУН стала участь в роботі Постійного форуму ООН з питань корінних народів. Постійний форум ООН з питань корінних народів був заснований відповідно до резолюції 2000/22 Економічної і Соціальної Ради (ЕКОСОР) від 28 липня 2000 року. У цій резолюції форуму були надані повноваження «обговорювати питання корінних народів в рамках мандата Ради в тому, що стосується економічного і соціального розвитку, культури, навколишнього середовища, освіти, охорони здоров'я і прав людини».

## Конгреси
Вищим органом управління Асоціації є Конгрес, що формується шляхом виборів делегатів від організацій-членів Асоціації. Число делегатів від організацій-членів Асоціації залежить від квот, встановлених рішенням Правління МАФУН.
Конгрес МАФУН проходить протягом 3-4 днів і складається з пленарних і секційних засідань. Невід'ємними аспектами Конгресу є знайомство з традиціями і культурою титульного населення тієї країни або регіону, де проходить захід. Програма Конгресу передбачає сприяння фіно-угорській молоді в усвідомленні цінностей власної культури, в пошуку нових шляхів розвитку рідної мови, збереження народних традицій в сучасних умовах.